# Nyctemera flavescens
Nyctemera flavescens là một loài bướm đêm thuộc phân họ Arctiinae, họ Erebidae.